# Ensino médio no Brasil

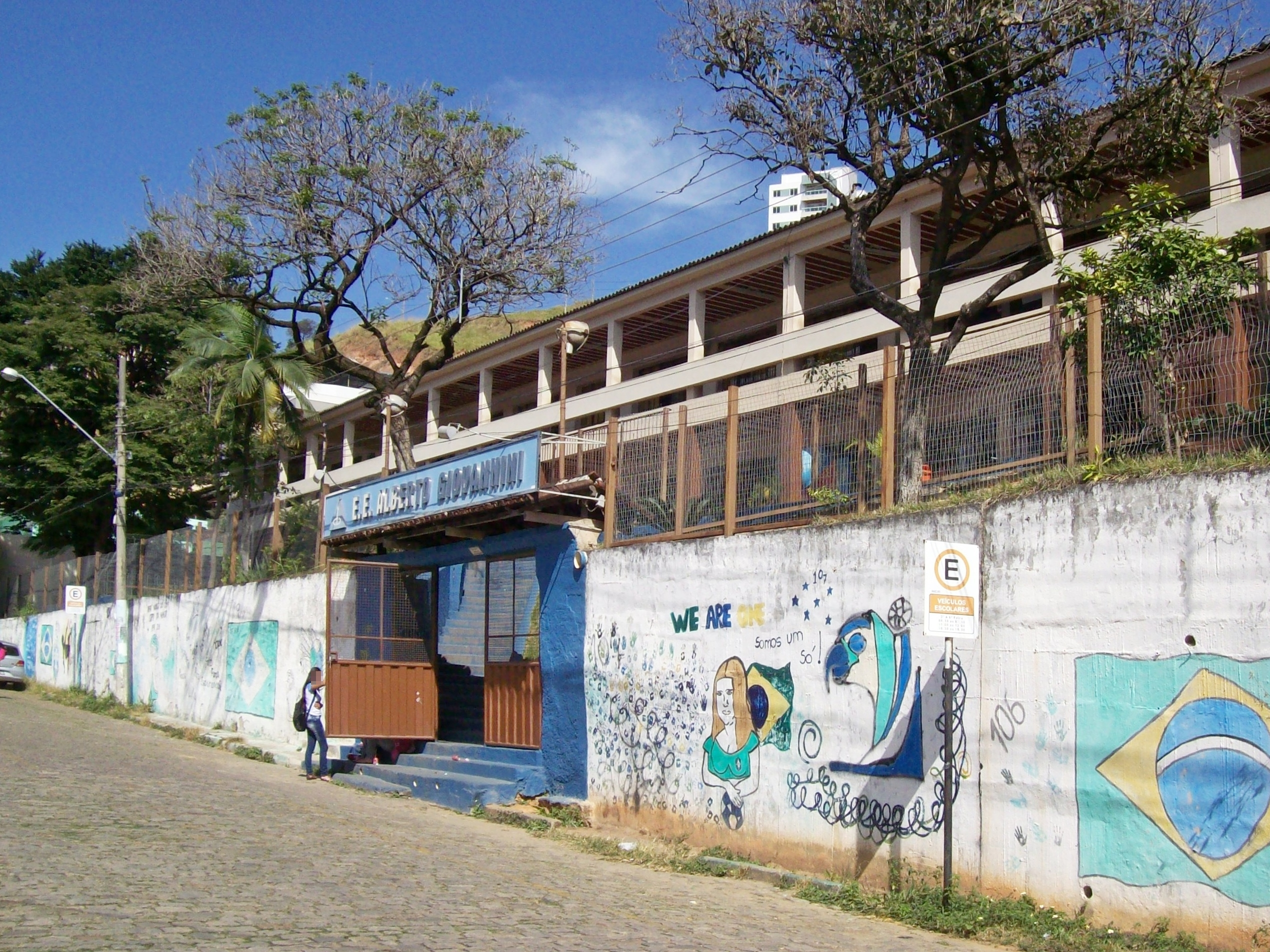
Escola Estadual Alberto Giovannini, instituição pública de ensino médio em Coronel Fabriciano, em Minas Gerais

O ensino médio no Brasil (antigamente chamado de ensino de segundo grau) corresponde desde 1996 à última fase da educação básica, cuja finalidade é o aprofundamento dos conhecimentos adquiridos no ensino fundamental, bem como a formação do cidadão para etapas posteriores da vida.
A Lei nº 9394, de 31 de dezembro de 1996, denominada Lei de Diretrizes e Bases da Educação Nacional (LDB), estabelece sua regulamentação específica e a composição curricular mínima obrigatória. As Diretrizes Curriculares Nacionais DCNEM - Resolução CNE/CEB 2/2024, regulamentam esta oferta, com diretrizes operacionais.
Os estudantes devem ter concluído o ensino fundamental antes de serem autorizados a inscrever-se no ensino médio que dura, no mínimo, 3.000 horas de aula ao longo de três anos.

## Política nacional de ensino médio
A Política Nacional de Ensino Médio foi instituída em 31 de julho 2024 com a sanção do Presidente Lula da lei 14.945/2024 e com a posterior regulamentação das Diretrizes Curriculares Nacionais para o Ensino Médio (DCNEM - Resolução CNE/CEB 2/2024) pelo Conselho Nacional de Educação em novembro de 2024.
A lei alterou elementos da reforma educacional de 2017, e buscou tornar a educação mais relevante e atrativa para os jovens, assim como reduzir a evasão escolar. A reestruturação resultou de uma ampla consulta realizada em 2023 e propões a retomada dos componentes curriculares obrigatórias, valorizando os conhecimentos das diferentes áreas e fortalecendo as aprendizagens, de modo a fomentar uma formação integral sólida para todos os estudantes.

## Estrutura curricular
O ensino médio regular no Brasil é dividido em 3 séries anuais e tem carga horária mínima de 3.000 horas, divididas em duas partes:
1) Formação Geral Básica (FGB): Base comum obrigatória para todos os estudantes, alinhada à Base Nacional Comum Curricular (BNCC) organizada por quatro áreas do conhecimento e componentes curriculares:
1. Linguagens: Língua Portuguesa, Inglês, Artes e Educação Física.
2. Matemática.
3. Ciências da Natureza: Biologia, Física e Química.
4. Ciências Humanas: Filosofia, Geografia, História e Sociologia.

Escolas podem incluir componentes adicionais, como Espanhol, projetos ou trabalharem a área do conhecimento como um componente interdisciplinar. Os 12 componentes curriculares, porém, são obrigatórios e devem estar presentes pelo menos em 1 uma das séries do ensino médio.
2) Itinerários Formativos (IF): Oferecem trajetórias flexíveis de escolha do estudante, com dois tipos de itinerários:
1. Itinerários Formativos de Aprofundamento (IFA): Cursos no mínimo de 600 horas, focados em uma ou mais áreas do conhecimento, incluindo projetos interdisciplinares, alinhados aos Parâmetros Nacionais de Oferta dos Itinerários Formativos (PNIFA).
2. Itinerários de Formação Técnica e Profissional (IFTP): Cursos técnicos no mínimo de 800 a 1.200 horas ou cursos de qualificação profissional técnica no mínimo de 600 horas, com certificação reconhecida pelo Catálogo Nacional de Cursos.

| Tipo de itinerário formativo (IF)                     | Carga horária da FGB | Carga horária do IF                                        | Documentos norteadores |
| ----------------------------------------------------- | --- | ---------------------------------------------------------- | --- |
| Itinerário Formativo de Aprofundamento (IFA)          | Mínimo de 2.400 horas | Mínimo de 600 horas                                        | Parâmetros Nacionais para Oferta dos Itinerários Formativos de Aprofundamento (PN-IFA)                                              |
| Itinerários de Formação Técnica e Profissional (IFTP) | Mínimo de: - 2.100 horas para cursos técnicos de 1.000 ou 1.200 horas - 2.200 horas para cursos técnicos de 800 horas - 2.400 horas para cursos de qualificação profissional técnica. | Mínimo de 600 a 1.200 horas, dependendo do curso ofertado. | - Diretrizes Curriculares Nacionais Gerais para a Educação Profissional e Tecnológica - Catálogo Nacional de Cursos Técnicos (CNCT) |

## Itinerários formativos de aprofundamento (IFA)
Os Itinerários Formativos de Aprofundamento são percursos educacionais, no mínimo de 600 horas, que oportunizem aos estudantes aprofundamento e ampliação de suas aprendizagens em uma ou em mais das quatro áreas do conhecimento (Matemática e suas tecnologias, Ciências da Natureza e suas tecnologias, Ciências Humanas e Sociais Aplicadas, Linguagens e suas tecnologias), alinhados aos seus interesses e aos projetos de vida, garantindo uma formação integral e integrada, conforme indicado no item XVIII do art. 5º da RESOLUÇÃO CNE/CEB Nº 2/2024.
XVIII - Itinerários Formativos de Aprofundamento:
a) percursos educacionais estruturados, de livre escolha dos estudantes, que permitem aos educandos o aprofundamento de suas aprendizagens e de seu desenvolvimento em uma ou em mais áreas do conhecimento; e
b) realiza-se por meio da oferta de projetos interdisciplinares e integradores, organizados com ênfase nos componentes curriculares que compõem a(s) área(s) de conhecimento eleitas, de modo a ampliar o diálogo entre as dimensões teóricas e práticas dos conteúdos, a consideração e valorização da diversidade territorial e cultural do Brasil e as escolhas estabelecidas na proposta pedagógica de cada unidade escolar.
§ 1º Os projetos integradores desenvolvidos nos Itinerários Formativos de Aprofundamento devem promover o desenvolvimento de conhecimentos, habilidades e competências previstos nos parâmetros nacionais para a oferta dos itinerários formativos e proporcionar aos estudantes a oportunidade de consolidar e aprofundar seus conhecimentos, habilidades e práticas de forma integrada e contextualizada e, da mesma forma, integrar todas as dimensões da vida no processo formativo, mediante a oportunidade trabalho com temas transversais. 
A organização dos Itinerários Formativos de Aprofundamento deve possibilitar a integração interdisciplinar e interáreas, fomentada pela utilização de estratégias pedagógicas diversificadas respeitando as diversas formas de aprender, a equidade nos direitos de aprendizagem, garantindo que todos aprendam e tenham oportunidades iguais em seu processo de escolha em relação à vida acadêmica e ao ingresso no mundo do trabalho.
Por isso, a diretriz dos itinerários visa assegurar uma trajetória formativa coerente e progressiva, com início, meio e fim bem definidos, um perfil de egresso claro e uma intencionalidade pedagógica direcionada. Além disso, garante o tempo pedagógico necessário, no mínimo de 600 horas, para que os estudantes desenvolvam essas competências mais complexas de forma aprofundada, integrada e alinhada aos desafios contemporâneos. 
As redes de ensino têm autonomia para elaborar a estrutura curricular de seus itinerários, os temas a serem abordados e sua organização em componentes, devendo garantir as premissas dos PN-IFA e os seguintes elementos centrais: 
- Permitem o aprofundamento dos estudos nas áreas do conhecimento, ampliando e robustecendo o acesso ao conhecimento dos diferentes componentes curriculares.[8]

- Atingem os objetivos de aprendizagem descritos na forma de competências e das habilidades do PN-IFA das áreas selecionadas.[6]

- Engajam os estudantes, promovendo escolhas e projeção de interesses em ofertas curriculares nas áreas do conhecimento, mobilizando autoconhecimento, pertencimento e diálogos com seus projetos de vida.[9]

- Ampliam as situações de aprendizagem e projetos vivenciados ativamente pelos estudantes e, com isso, concorrendo para o desenvolvimento das 10 competências gerais previstas na BNCC, nos contextos das áreas e de suas articulações.[10]

- Convidam os estudantes a conectar experiências concretas e ativas de aprendizagem a seus projetos de vida e de transformação de seu entorno social.[8]

### Eixos estruturantes dos itinerários formativos de aprofundamento
Os IFAs devem sempre considerar o trabalho com todos os quatro eixos estruturantes de forma a garantir o desenvolvimento integral das competências e habilidades das áreas de conhecimento escolhidas para o aprofundamento, são eles: 
I - Método, Conhecimento e Ciência: tem por objetivo promover a investigação científica e a compreensão dos processos, práticas e métodos próprios das diferentes ciências para a identificação, compreensão e análise de fenômenos naturais, sociais, culturais, históricos e linguísticos. Organiza-se para assegurar, nos diferentes itinerários, o desenvolvimento de habilidades como a formulação e verificação de hipóteses, a análise de dados, a comunicação ética de resultados e fatos relacionados as ciências e a reflexão a respeito de como os processos próprios da ciência e da tecnologia se relacionam com as diferentes dimensões da vida social, no presente e no passado. Pressupõe a valorização e mobilização dos diferentes saberes e conhecimentos, das diferentes linguagens e dos recursos tecnológicos disponíveis.
II - Mediação e Intervenção Sociocultural: tem como objetivo promover a mediação como ferramenta eficaz na resolução de conflitos, além de fomentar a construção, tanto individual quanto coletiva, de iniciativas de intervenção social que contribuam para a transformação das realidades local, regional, nacional e global. Para isso, propõe a análise da produção cultural, das dinâmicas dos movimentos sociais e das desigualdades históricas e estruturais que impactam diferentes grupos. Organiza-se para assegurar, nos diferentes itinerários, o desenvolvimento de habilidades como a compreensão das relações entre as diferentes dimensões da vida social, os processos de mudança e permanência de estruturas econômicas, instituições políticas, valores e práticas culturais que se manifestam nas sociedades, a presença e a participação dos diferentes grupos sociais na produção e transformação da vida comum, com a utilização de diferentes linguagens e estratégias de comunicação, mobilização social e participação cidadã. Pressupõe a valorização e mobilização dos diferentes saberes e conhecimentos, das diferentes linguagens e dos recursos tecnológicos disponíveis.
III -Inovação e Intervenção Tecnológica: tem por objetivo promover processos de criação individual e coletiva de inovações para a resolução de desafios presentes nos diversos contextos da vida social em escala local, regional, nacional e global. Organiza-se para assegurar, nos diferentes itinerários, o desenvolvimento de habilidades relacionadas a busca, estruturação, relacionamento e interpretação de informações e dados de diferentes naturezas com o objetivo de compreender e analisar problemas complexos do cotidiano, construindo e avaliando diferentes tecnologias para a mitigação ou superação desses problemas considerando critérios éticos, legais, políticos, econômicos, socioculturais e ambientais. Pressupõe a valorização e mobilização dos diferentes saberes e conhecimentos, das diferentes linguagens e dos recursos tecnológicos disponíveis.
IV - Mundo do Trabalho e Transformação Social:: tem por objetivo promover ações que auxiliem no desenvolvimento dos jovens enquanto agentes sociais, políticos, profissionais e culturais promovendo seu protagonismo e contribuindo para o planejamento de projetos de vida éticos e conscientes, alinhados as aspirações pessoais, ao bem-estar coletivo, à transformação social e o mundo do trabalho. Organiza-se para assegurar, nos diferentes itinerários, o desenvolvimento de habilidades como a elaboração de objetivos e metas pessoais, acadêmicas e profissionais, analises críticas das dinâmicas do trabalho e da economia, participação ativa na construção de práticas, produtos e serviços, que contribuam para a transformação social, buscando sempre a promoção da acessibilidade, do respeito a diversidade e as relações inclusivas no mundo do trabalho. Pressupõe a mobilização e valorização dos diferentes saberes e conhecimentos, das diferentes linguagens e a utilização dos recursos tecnológicos disponíveis.

## Componentes curriculares eletivos (CCE)
As DCNEM de 2024 colocam os Componentes Curriculares Eletivos (CCE) como uma categoria, diferente dos itinerários, com o intuito de que sejam utilizadas como estratégia para a ampliação de carga horária do Ensino Médio para além das 3.000 horas e com regras próprias de implementação:
Art. 15. Na oferta do Ensino Médio com carga horária superior a 3.000 (três mil) horas, respeitadas as cargas horárias definidas em lei para a Formação Geral Básica e para os Itinerários Formativos, os sistemas de ensino poderão ofertar componentes curriculares eletivos para a escolha dos estudantes. 
Estes componentes diferem-se dos itinerários pois normalmente tem menos de 600 horas, e são de adesão facultativa dos estudantes.

## Projeto de vida
A estratégia curricular do Projeto de Vida visa auxiliar os estudantes na escolha de seus itinerários formativo e na definição de metas pessoais e profissionais devendo estar presente ao longo de todo o Ensino Médio. No início do ensino médio deve focar em apoiar aos estudantes na identificação de seus interesses, inclinações e objetivos e apoiar na escolha do itinerário formativo e no final oferecer orientação e apoio para a identificação das diferentes oportunidades e possibilidades de progressão de estudos no Ensino Superior e de integração ao mundo do trabalho.
Promovendo, de acordo com o Art.12 das DCNEM:
I - na reflexão coletiva e individual sobre:
a) os desafios e dilemas do mundo contemporâneo e suas implicações para o presente e o futuro das juventudes;
b) sua história de vida pessoal, familiar e comunitária e como esta história de vida se relaciona com suas características pessoais, suas inclinações, hábitos, desejos e talentos;
c) sua participação em grupos, coletivos, turmas e a relação dessa participação com as suas formas de estar e se movimentar no mundo; e
d) suas escolhas e projetos para o futuro, numa perspectiva integrada, considerando dimensões da vida pessoal, familiar, comunitária e profissional, construindo a consciência que todo Projeto de Vida somente se realiza numa dimensão coletiva.
II - na construção de proposições e de ações e intervenções individuais e coletivas no mundo, considerando:
a) a escolha de seu itinerário formativo
b) sua transição para a vida adulta e para o mundo do trabalho;
c) sua motivação, autonomia e disposição de progredir diante de desafios, desenvolvendo sua capacidade de definir seus objetivos e metas pessoais e mobilizar as estratégias necessárias para alcançá-las;
d) seu engajamento na vida comunitária e social e sua participação na transformação e melhoria contínua da vida comum;
e) sua participação cidadã e política, considerando os parâmetros democráticos que estruturam a sociedade brasileira; e
f) sua realização plena como pessoa.

## Ensino noturno
Adaptado para estudantes trabalhadores, o ensino médio noturno permite carga horária flexível (até mais de três anos) e uso de tecnologia educacional, com aulas síncronas mediadas por professores presenciais.

## Implementação
As redes estaduais têm até 2026 para ajustar seus currículos. O MEC deve definir Parâmetros Nacionais de Oferta dos Itinerários Formativos (PNIFA) até março de 2025, enquanto o INEP deverá reformular o SAEB até 2017 e o ENEM até 2028.

## Histórico do ensino médio
A grade curricular do ensino médio compreendia, anteriormente à 2017, 2.200 horas com disciplinas de português (incluindo o idioma português e as literaturas portuguesa e brasileira), língua estrangeira (geralmente inglês e uma língua opcional), história, geografia, arte, matemática, física, química, educação física e biologia. Filosofia e sociologia, que foram proibidos durante a ditadura militar (1964-1985), tornaram-se obrigatórios.
Até 1967, o ensino médio era dividido em três cursos e compreendia o curso científico, o curso clássico e o curso normal. Na sequência, resolveu-se mudá-lo e passar a chamá-lo de curso colegial, também dividido, sendo que os três primeiros anos eram iguais para todos e, posteriormente, quem quisesse fazer o antigo Normal e o Clássico tinha de fazer mais um ano.
Em 2017 foi introduzido o Novo Ensino Médio pela lei federal 13 415 de 2017, ela visou ampliar a carga horária para 3.000 horas e flexibilizar as disciplinas com a introdução de uma estrutura de formação geral básica por 'áreas do conhecimento' e componentes optativos de escolha do estudante chamados de 'itinerário formativos'.

## Resultados
Segundo o IDEB (Índice de Desenvolvimento da Educação Básica) de 2013, cujo resultado foi divulgado em setembro de 2014, o ensino médio no Brasil atingiu nota 3,7, abaixo da meta do Governo do Brasil e da média dos países desenvolvidos (6,0). A taxa de reprovação e abandono beira os 30% no 1º ano. 1,7 milhão de jovens entre 15 a 17 anos – correspondente à faixa etária regular do ensino médio – estão fora da escola.